# Džin

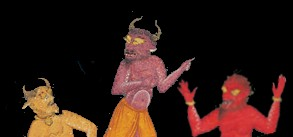
Džinové, ilustrace z 16. století

Džin (arabsky الجني‎ al-džinní) je nadpřirozená bytost z islámské, respektive arabské mytologie. Džinové jsou často zmiňováni v Koránu a je po nich pojmenována celá súra 72. – „Džinové“. Mají obývat vlastní svět či dimenzi nezachytitelnou lidským zrakem a mají být ze substance podobné ohni bez kouře. Podle Koránu jsou lidé, andělé a džinové jediné tři druhy myslících bytostí stvořených Alláhem.
Džinové mohou být podobně jako lidé dobří, zlí a neutrální, zlí džinové jsou pak podobní démonům z křesťanské mytologie.

## Džin v kultuře
Džin jako mytická bytost se objevuje v mýtech a legendách mnoha arabských národů. V západní kultuře jsou džinové nejznámější díky pohádkám Tisíce a jedné noci, které obsahují např. příběhy o Aladinovi a jeho kouzelné lampě a o námořníku Sindibádovi.